# Philip Ahn
Philip Ahn, född Pil Lip Ahn den 29 mars 1905 i Highland Park i Los Angeles, Kalifornien, död 28 februari 1978 i Los Angeles, var en amerikansk skådespelare av koreanskt ursprung. Ahn var den första amerikanske skådespelaren av asiatiskt ursprung som fick en stjärna på Hollywood Walk of Fame.
Philip Ahn föddes som Pil Lip Ahn i Highland Park i Los Angeles av föräldrar som emigrerat till USA 1902. Under andra världskriget spelade han ofta japanska skurkar på film, och i filmer om Koreakriget fick han spela korean. Ahns främsta roll på TV var som "Master Kan" i serien Kung Fu.

## Filmografi i urval
- Generalen dog i gryningen, 1936
- Charlie Chan i Honolulu, 1939
- Kampen om liv och död, 1939
- Kinesflickan, 1942
- Synda på nåden, 1943
- Vi spioner, 1943
- Det brinner i östern, 1943
- En hjältes liv, 1944
- Himmelrikets nycklar, 1944
- Under Kinas himmel, 1945
- Djungelpartisaner, 1945
- Intrig, 1947
- Mirakelklockorna, 1948
- De förrymdas legion, 1948
- Mysteriet Williams, 1949
- Den stora baksmällan, 1950
- Montezuma, 1950
- Den laglösa ön, 1952
- Möte vid fronten, 1953
- Fribrytaren från Java, 1953
- Djungelkommandos, 1953
- Äventyr på Fidji, 1954
- Gansternästet, 1954
- Terror i Shanghai, 1954
- Skimrande dagar, 1955
- I Kinas våld, 1955
- Seger i Skyn, 1957
- Vägen till guldet, 1957
- Helvetet i djungeln, 1959
- Nätternas eld, 1959
- Storsvindlaren, 1961
- Revansch, 1961
- Shock Corridor, 1963
- Moderna Millie, 1967
- Nanu - djungelns son, 1973